# 最高人民法院民事审判第一庭
最高人民法院民事审判第一庭，位于北京市东城区东交民巷27号，是中华人民共和国最高人民法院内设机构。

## 沿革
1949年11月1日，中央人民政府最高人民法院正式办公。1950年1月，中央人民政府委员会批准了《最高人民法院试行组织条例》，条例规定最高人民法院设刑事审判庭、民事审判庭和办公厅、督导处、编纂处等单位。按照1954年《中华人民共和国人民法院组织法》的规定，中华人民共和国最高人民法院设刑事审判庭、民事审判庭和研究室、督导室、顾问室、办公厅等单位。1966年“文化大革命”爆发，最高人民法院受冲击，机构趋于瘫痪。1976年10月粉碎“四人帮”后，刑事审判庭、民事审判庭、办公厅等业务、行政单位逐步恢复。到1983年，设立了刑事审判第一庭、刑事审判第二庭、民事审判庭、经济审判庭、研究室、办公厅、人事厅、司法行政厅。2000年，将民事审判庭变更为民事审判第一庭。

## 职能
2000年12月4日，《最高人民法院机关内设机构及新设事业单位职能》（法发〔2000〕30号）发布，其中规定最高人民法院机关内设机构有民事审判第一庭，职能是：
1. 审判第一、二审有关婚姻家庭、劳动争议、不当得利、无因管理等传统民事案件，房地产案件(包括房屋买卖、租赁、预售、按揭、开发合同案件，土地使用权出让、转让合同案件，建筑工程承包合同等案件)；不动产相邻关系案件，邻地利用权案件以及其他不动产案件(包括山林、水利、草原、滩涂、铁路、机场、公路、桥梁、港口、堤坝等不动产引起的案件。涉及以房地产及其他不动产为抵押的合同，其性质以主合同性质确定)；农村承包合同案件；自然人之间、自然人与法人、其他组织之间的合同、侵权案件。
2. 审理申请撤销相关仲裁的案件。
3. 审理适用特别程序的案件。
4. 办理相关的申请复议案件。
5. 审批高级人民法院相关案件延长审限的申请。
6. 指导人民法庭工作[2]。

目前民事审判第一庭“主要负责最高人民法院审理的婚姻家庭、人身权利、劳动争议、房地产及相关合同、农村承包合同等纠纷案件；审查和审判不服下级人民法院生效裁判的有关民事案件；指导有关审判工作和人民法庭工作。”

## 历任庭长、副庭长

### 民事审判庭
| 庭长 1. 何兰阶（1954年11月8日—1966年3月12日） 2. 杨化南（1979年9月13日—1982年5月4日） 3. 孙琬钟（1982年5月4日—1985年6月18日） 4. 唐德华（1985年6月18日—1991年9月4日） 5. 梁书文（1991年9月4日—1998年11月4日） 6. 黄松有（1999年6月28日—2000年8月25日） | 副庭长 - 邢亦民（1954年11月8日—？） - 韩幽桐（1954年11月8日—1959年1月23日） - 刘孟（1960年8月15日—？；1979年9月13日—？） - 徐平（1979年9月13日—？） - 李荣棣（1979年9月13日—？） - 孙宝三（1980年8月26日—？） - 吴春瑞（1982年5月4日—1983年9月2日） - 马原（1982年5月4日—1985年6月18日） - 唐德华（1983年9月2日—1985年6月18日） - 周贤奇（1985年6月18日—1998年8月29日） - 刘天弼（1992年2月25日—1994年12月29日） - 李凡（1995年2月28日—2000年8月25日） - 俞宏武（1998年11月4日—2000年8月25日） |

### 民事审判第一庭
| 庭长 1. 黄松有（2000年8月25日—2003年4月26日） 2. 孙华璞（2003年4月26日—2004年10月27日） 3. 纪敏（2004年10月27日—2007年6月29日） 4. 杜万华（2007年6月29日—2012年12月28日） 5. 张勇健（2012年12月28日—2014年8月31日） 6. 杨临萍（2014年8月31日—2015年11月4日） 7. 程新文（2015年11月4日—2019年6月29日） 8. 郑学林（2019年6月29日—2022年9月2日） 9. 陈宜芳（2022年9月2日—） | 副庭长 - 李凡（2000年8月25日—2002年8月29日） - 俞宏武（2000年8月25日—2011年8月26日） - 孙华璞（2002年2月28日—2003年4月26日） - 杜万华（2003年4月26日—2005年7月1日） - 程新文（2005年10月27日—2015年11月4日） - 贺小荣（2012年4月27日—2012年12月28日） - 姚辉（2012年12月28日—2015年8月29日） - 冯小光（2013年6月29日—2019年6月29日） - 刘敏（2016年2月26日—2022年12月30日） - 何抒（2021年2月28日—2023年6月28日） - 王伟（2020年12月26日—2021年12月24日） - 吴景丽（2022年2月28日—） |